# سید فضل‌الله حسینی برمایی
سید فضل‌الله حسینی برمایی (زادهٔ ۱۳۲۶ در بهشهر) استاد دانشگاه، وکیل پایه یک دادگستری و سیاستمدار ایرانی است.او در دوره‌های اول و دوم از حوزه انتخابیه درگز وارد مجلس شورای اسلامی شده و از سال ۱۳۶۷ عضو هیئت علمی دانشکده حقوق دانشگاه شهید بهشتی بوده است.
دکترحسینی برمایی تحصیلات ابتدایی خود را نزد محمد کوهستانی و پدرش سید جعفر حسینی برمایی در حوزه علمیه روستای کوهستان به اتمام رساند. سپس  به قم رفته و ادامه تحصیلات را نزد استادانی چون سید حسین طباطبایی بروجردی در حوزه علمیه قم آغاز کرده و پس از پایان دروس سطح فقه و اصول، در سال ۱۳۴۲ راهی مشهد و تحصیل در حوزه علمیه مشهد شد. وی در این حوزه ضمن فراگیری دروس خارج نزد استادانی نظیر سید محمدهادی میلانی، به تدریس ادبیات عرب و فقه و اصول در این حوزه پرداخت.
او در کنار تحصیلات حوزه‌ای، دوره متوسطه را با اخذ دیپلم ادبیات در سال ۱۳۵۱ به پایان رسانده و در همان سال با ورود به دانشگاه فردوسی مشهد،‌ دوره کارشناسی را در رشته الهیات را با پشت‌سر گذاشت. پس از انقلاب اسلامی ایران، دوره کارشناسی‌ارشد خود را در دانشکده الهیات همان دانشگاه در رشته مبانی حقوق اسلامی به پایان رساند و پس از آن وارد مقطع دکترا شده و با ارائه پایان‌نامه با موضوع «بررسی تطبیقی احکام فقه شیعه و اهل سنت» موفق به دریافت دکترای حقوق اسلامی شد.
پس از  ابطال اعتبارنامه نماینده حوزه انتخابیه درگز، ابوالفضل قاسمی (عضو جبهه ملی و دبیرکل وقت حزب ایران) به اتهام عضویت در ساواک در سال ۱۳۶۰، حسینی با شرکت در انتخابات میان‌دوره‌ای نخستین دوره مجلس شورای اسلامی از این حوزه راهی مجلس شد. او در دومین دوره مجلس نیز توانست از همان حوزه، با کسب رأی اکثریت قاطع مجدداً راهی بهارستان شود. او در مدت فعالیتش در مجلس شورای اسلامی،‌ به عنوان منشی هیئت رئیسه انتخاب شده بود.
او پس از دوره نمایندگی مجلس به عنوان هیئت علمی در دانشکده حقوق دانشگاه شهید بهشتی مشغول فعالیت و تدریس شد و همزمان با آن در دانشگاه علوم قضایی و خدمات اداری، مرکز آموزش مدیریت دولتی و دانشگاه آزاد اسلامی واحد تهران جنوب نیز در رشته‌های حقوق و الهیات به تدریس پرداخت.

## تألیفات
- واژه‌نامه منطق
- فتح مکه
- تاریخ قرآن